# FC 네프테크히미크 니즈네캄스크
FC 네프테크히미크 니즈네캄스크(러시아어: ФК «Нефтехимик» Нижнекамск)는 니즈네캄스크를 연고로 하는 러시아의 축구단이다. 현재 러시아 풋볼 내셔널 리그에 참가하고 있다. 2007년부터 FC 루빈 카잔의 위성팀이 되었다.

## 선수 명단

### 현역
참고: FIFA 자격 규정에 따라 소속된 국가대표팀 국기를 표시합니다. 선수는 복수의 FIFA 비회원국 국적을 가지고 있을 수 있습니다.
| 번호 | 포지션 | 국적 | 이름 |
| ---- | ------ | ---- | ---- |

| 번호 | 포지션 | 국적 | 이름 |
| ---- | ------ | ---- | ---- |

## 역대 감독
| 감독          | 임기   |
| ------------- | ------ |
| 키릴 노비코프 | 2021 ~ |